# Snowpiercer (televizijska serija)
Snowpiercer je američka postapokaliptična distopijska trilerska televizijska dramska serija koja se temelji na grafičkim romanima objavljenim u zemljama francuskog govornog područja od 1982. godine pod imenom Le Transperceneige, postapokaliptični strip koji su stvorili francuski autori Jacques Lob i Jean-Marc Rochette. Distribuiran na međunarodnoj razini pod naslovom Snowpiercer, oskarovac južnokorejski redatelj Bong Joon-ho, koji je izvršni producent serije, bio je inspiriran da snimi seriju po istoimenom filmu iz 2013. u kojem glumi Chris Evans. Događaji pripovijedani u pilot epizodi odvijaju se 8 godina prije onoga što se dogodilo u dugometražnom filmu.
Serija se distribuira na TNT-u počevši od 17. svibnja 2020. i u kontinuitetu je s ostalim djelima franšize, poštujući službenu vremensku crtu priče. U Hrvatskoj serija je objavljena od 25. svibnja 2020. na Netflixu.

## Radnja
Godina 2026., svijet je postao ogromna ledena pustinja nakon neuspjelog pokušaja da se ispravi globalno zatopljenje. Jedini preživjeli su na Snowpierceru, revolucionarnom vlaku koji je neprestano u pokretu, koji sustavno putuje kompletnom rutom oko svijeta. Vlak je dizajnirao i izgradio ekscentrični milijarder g. Wilford, a sastoji se od 1001 vagona koji kruži oko svijeta 2.7 puta godišnje. Stalno kretanje vlaka osigurava energiju i sprječava smrzavanje putnika. Od katastrofe, populacija vlaka postala je kruto odvojena klasom, uhvaćena u revolucionarnoj borbi protiv strogo nametnute društvene hijerarhije i neuravnotežene raspodjele ograničenih resursa. Dok život teče udobno i luksuznim vagonima, u onima na kraju repa vlada pothranjenost i siromaštvo, ali pobuna je iza ugla.

## Glumačka postava

### Glavna
- Jennifer Connelly kao Melanie Cavill
- Daveed Diggs kao Andre Layton
- Mickey Sumner kao Bess Till
- Alison Wright kao Ruth Wardell
- Lena Hall kao Miss Audrey
- Iddo Goldberg kao Bennett Knox
- Susan Park kao Jinju Seong (sezona 1)
- Katie McGuinness kao Josie Wellstead:
- Sam Otto kao John "Oz" Osweiller
- Sheila Vand kao  Zarah Ferami
- Roberto Urbina kao Javier "Javi" de la Torre
- Mike O'Malley kao Sam Roche
- Annalise Basso kao Lilah "LJ" Folger Jr.
- Jaylin Fletcher kao Miles (sez. 1, gost u sez. 2)
- Steven Ogg kao Pike (sez 2, sporedan u sez. 1)
- Rowan Blanchard kao Alexandra "Alex" Cavill (sez 2, gost u sez. 1)
- Sean Bean kao Mr. Wilford (sezona 2)
- Archie Panjabi kao Asha (sezona 3)
- Chelsea Harris as Sykes (sezona 3, sporedna u sez.2)

## Sezone
| Sezona | Sezona | Epizode | Datum objavljivanja | Datum završetka  |
| ------ | ------ | ------- | ------------------- | ---------------- |
|        | 1      | 10      | 17. svibnja 2020.   | 12. srpnja 2020. |
|        | 2      | 10      | 25. siječnja 2021.  | 29. ožujka 2021. |
|        | 3      | 10      | 24. siječnja 2022.  | 28. ožujka 2022. |

## Vanjske poveznice
- Službena stranica
- Snowpiercer u internetskoj bazi filmova IMDb-a